# Never Forget - The Ultimate Collection (video)
Never Forget - The Ultimate Collection è una raccolta di videoclip della boy band britannica Take That uscita nel 2005. Contiene i videoclip corrispondenti ai brani della raccolta omonima, tranne Do What U Like, con l'aggiunta di 8 interpretazioni dal vivo.

## Tracce
1. Never Forget
2. Back for Good
3. How Deep Is Your Love
4. Pray
5. Relight My Fire
6. Everything Changes
7. Babe
8. Sure
9. It Only Takes a Minute
10. A Million Love Songs
11. Could It Be Magic
12. Why Can't I Wake Up with You
13. Love Ain't Here Anymore
14. I Found Heaven
15. Promises
16. Once You've Tasted Love
17. It Only Takes a Minute (Live alla Wembley Arena)
18. A Million Love Songs (Live a Manchester)
19. Why Can't I Wake Up With You (Live a Manchester)
20. Pray (Live alla Wembley Arena)
21. Love Ain't Here No More (Live a Manchester)
22. Sure (Live a Manchester)
23. Beatles Medley (Live a Manchester)
24. Back for Good (Live ai BRIT Awards del 1995)

### Contenuti Speciali
- Foto montaggio del tour del gruppo
- Dietro le quinte e foto del gruppo